# Aldebrando di Fossombrone
Aldebrando di Fossombrone (Sorrivoli, 1164 – Fossombrone, 30 aprile 1247 circa) è stato un vescovo cattolico italiano.

## Biografia
Nacque molto probabilmente a Sorrivoli, piccola parrocchia nel comune di Roncofreddo all'interno della diocesi di Cesena, ma il luogo di nascita è oggetto ancora di dibattito tra gli storici. Non sono noti nemmeno l'anno di nascita e quello di morte, per i quali esistono versioni discordanti. La tesi prevalente indica il 1119 come data di nascita ed il 1219 come data di morte, tuttavia è più probabile che invece sia nato nel 1164 e morto nel 1247.
La sua formazione clericale avvenne presso i canonici di Santa Maria in Porto a Ravenna e fu eletto Preposto del Capitolo della Cattedrale di Rimini (nel 1222, stando a chi dice che nacque nel 1164). Nel 1170 (nel 1228 secondo altre fonti) fu costretto a fuggire cacciato da moti popolari e si trasferì nelle Marche, a Fossombrone, città della quale fu vescovo fino alla morte. Lì riposano ancora le sue reliquie.

## Culto
Fossombrone celebra la festa del santo patrono Aldebrando il 1º maggio. Sorrivoli sceglie come data per il patrono la seconda domenica di maggio.
Tuttavia nel Martirologio Romano al 1º maggio è ricordato solo come beato: "A Fossombrone nelle Marche, beato Aldebrando, vescovo, insigne per austerità di vita e spirito apostolico".